# Moussakà
La moussakà o mussakà (in greco: μουσακάς, AFI: [musaˈkas]) è un piatto tipico della cucina greca, balcanica e medio-orientale, affine ad altri piatti da casserole come il karnıyarık turco, il bobotie sudafricano, la cottage pie britannica - è la comune lasagna al forno, composta prevalentemente degli stessi ingredienti. La versione greca della moussakà è quella più nota.
Si tratta di uno sformato a base di melanzane, patate, carne tritata e pomodoro in diversi strati, cotto in forno, guarnito con una spessa copertura di besciamella. Ne esistono numerose varianti a base di zucchine ed altre verdure, aromatizzate a piacimento, ad esempio con l'aneto.
Le origini del piatto non sono del tutto chiare, ma il termine mousakàs (e i suoi omologhi presenti nelle altre lingue balcaniche) deriva, attraverso il turco ottomano musakka, dall'arabo muṣaqqa‘a (مصقعة, letteralmente "freddo, congelato" oppure "imbiancato").
In Italia il piatto è comune nella tradizione culinaria di Trieste.